# Herb gminy Zbuczyn
Herb gminy Zbuczyn – jeden z symboli gminy Zbuczyn, autorstwa Roberta Szydlika, ustanowiony 8 kwietnia 2011.

## Wygląd i symbolika
Herb przedstawia na tarczy w polu złotym buk czerwony a między jego górnymi rozchylającymi się konarami na tarczy błękitnej krzyż podwójny złoty. Drzewo symbolizuje pochodzenie nazwy gminy, natomiast krzyż nawiązuje do postaci króla Władysława Jagiełły.